# بخش دوروتیا
بخش دوروتیا (به سوئدی: Dorotea kommun) یک ناحیه شهرداری در سوئد است که در شهرستان وستربوتن واقع شده‌است.